# Giải vô địch thế giới Liên Minh Huyền Thoại 2021
Giải vô địch thế giới Liên Minh Huyền Thoại 2021 (tiếng Anh: 2021 League of Legends World Championship) là Giải vô địch thế giới lần thứ 11 của Liên Minh Huyền Thoại. Giải đấu diễn ra từ ngày 5 tháng 10 cho đến ngày 6 tháng 11 năm 2021 tại sân vận động trong nhà Laugardalshöll, Reykjavík, Iceland - nơi đã tổ chức MSI 2021 rất thành công trước đó. Đây cũng là nơi sẽ diễn ra trận chung kết giữa 2 đội tuyển mạnh nhất thế giới. Hơn 800 vận động viên thi đấu cho hơn 100 đội tuyển Liên Minh Huyền Thoại chuyên nghiệp đã thi đấu trong suốt năm qua để giành lấy những chiếc vé đến với giải đấu này.
Theo kế hoạch ban đầu, Giải VĐTG 2021 sẽ được tổ chức ở 6 thành phố lớn của Trung Quốc, và Thượng Hải sẽ là nơi diễn ra trận chung kết. Tuy nhiên, trong bối cảnh dịch COVID-19 ở đất nước này đang có những diễn biến phức tạp, dẫn đến những khó khăn trong khâu xuất nhập cảnh và tố chức các giải đấu, Riot đã quyết định dời địa điểm tổ chức Giải VĐTG 2021 từ Trung Quốc sang Châu Âu, và giải đấu này sẽ diễn ra tại một địa điểm duy nhất: Khu phức hợp thể thao Laugardalshöll, thuộc thủ đô Reykjavík của Iceland, đây cũng là địa điểm đã tổ chức giải đấu MSI 2021, nơi Royal Never Give Up đã đăng quang sau khi đánh bại DWG KIA với tỷ số 3-2 trong trận chung kết. Iceland với tỷ lệ lây nhiễm Covid-19 ở mức thấp và là nước đứng thứ 4 trên thế giới về tốc độ tiêm chủng sẽ là địa điểm lý tưởng để tổ chức Giải VĐTG 2021 một cách an toàn.
Giải đấu được chia thành 3 giai đoạn: vòng khởi động, vòng bảng và vòng loại trực tiếp với sự góp mặt của 22 đội tuyển mạnh nhất từ khắp các khu vực trên thế giới, họ quy tụ lại để tranh nhau chiếc cúp danh giá - Summoner's Cup và chức vô địch của giải đấu Liên Minh Huyền Thoại lớn nhất hành tinh.
Theo thông lệ mỗi năm một ca khúc chủ đề được bắt đầu từ năm 2014, và theo thông lệ đó, "Burn It All Down" được thể hiện bởi PVRIS là ca khúc chủ đề của giải đấu năm nay.
Tại trận chung kết diễn ra vào ngày 6 tháng 11 năm 2021, Đương kim vô địch khu vực LPL - Edward Gaming đã xuất sắc đánh bại Đương kim vô địch thế giới 2020 và đồng thời cũng là Đương kim vô địch khu vực LCK - DWG KIA với tỉ số 3 - 2, qua đó trở thành tân vô địch của giải vô địch thế giới Liên Minh Huyền Thoại, đây cũng là lần đầu tiên một đội LPL đánh bại một đội LCK tại trận chung kết của giải đấu này. Với sự xuất sắc góp phần vào chiến thắng của nhà tân vô địch, tuyển thủ đường giữa  - Lee "Scout" Ye-chan đã được chọn là MVP của trận chung kết. Cũng tại giây phút đăng quang ngôi vô địch của Edward Gaming, tính riêng ở khu vực Trung Quốc trên nền tảng trực tuyến Huya đỉnh điểm đã có gần 250 triệu người xem cùng lúc, phá vỡ mọi kỷ lục người xem trước đó về các giải đấu LMHT tại khu vực này. Về lượng người xem cùng lúc tại các nền tảng khác ngoài Trung Quốc, theo thống kê từ EsportsCharts, trận chung kết giữa DK và EDG đỉnh điểm đã có hơn 4 triệu người xem cùng lúc, qua đó lập kỷ lục mới về giải đấu Esports có lượng người theo dõi cao nhất trong cùng một thời điểm cũng như phá vỡ kỷ lục của các giải LMHT trước đó.

## Cúp vô địch & Kỷ vật vinh danh

### Summoner's Cup
Xuất hiện từ Giải vô địch thế giới lần thứ 2 (2012) Riot đã ủy thác cho một thương hiệu về bạc rất nổi tiếng ở London (Anh) để làm chiếc cúp này là Thomas Lyte Silver – nơi đã làm nên chiếc cup FA (chiếc cup của giải bóng đá lâu đời nhất thế giới The FA Cup) hay chiếc Ryder cup (Golf). Summoner's Cup có khối lượng lên tới 32 kg – có khá ít người đoán được chính xác khối lượng chiếc cúp này vì nhìn sơ thì trông nó khá nhẹ. Nó được làm ra bởi 18 người thợ cơ khí trong suốt 2 tháng. Có một điều bất ngờ ở đây, chính là dự án làm chiếc cúp này thật ra không phải do Riot Games nghĩ ra mà do cộng đồng game thủ Liên Minh Huyền Thoại vẽ nên. Trải qua vài lần chỉnh sửa bản vẽ, chúng ta có được chiếc cúp ngày hôm nay.

### Kỷ vật vinh danh

Nhẫn Quán Quân

Sau khi trận chung kết kết thúc, ngoài chiếc cúp vô địch, mỗi thành viên trong đội vô địch còn nhận được thêm một chiếc nhẫn làm bằng vàng trắng có khắc tên tuyển thủ cùng với tên đội tuyển, và sẽ được trao trong lễ bế mạc.
Với sự hợp tác giữa Riot Games và Mercedes-Benz, chiếc nhẫn mang màu sắc chủ đạo của Giải VĐTG 2021 cũng như màu sắc đặc trưng của Summoner's Cup, được làm từ vàng trắng 18 karat cùng với một viên ngọc sapphire, bên trong nhẫn có một viên kim cương được giữ bởi một Summoner (biểu tượng của Giải vô địch thế giới), đồng thời chiếc nhẫn cũng có biểu tượng ngôi sao của Mercedes-Benz xuất hiện trên mặt trước và cả mặt trong cùng với logo của LoL Esports. Đó là một tác phẩm nghệ thuật độc nhất được tạo ra cho đội vô địch Giải VĐTG 2021.
Steffen Köhl, Trưởng bộ phận Thiết kế Ngoại thất Cao cấp của Mercedes-Benz cho biết: "Chiếc nhẫn là một thử thách mà chúng tôi vui vẻ chấp nhận để thiết kế kịp thời điểm Giải VĐTG ra mắt. Chúng tôi đang mong chờ khoảnh khắc những người chiến thắng được trao chiếc nhẫn tại lễ trao giải, sẽ thật danh giá khi có một phần DNA của Merceses-Benz trong đó."
"Giải VĐTG là giải đấu có truyền thống lâu đời trong Esports. Điều đó đồng nghĩa với việc, đội tuyển vô địch sẽ nhận được giải thưởng cao nhất. Kể từ khi bắt đầu mối quan hệ đối tác vào năm 2020, Mercedes-Benz đã góp phần nâng cao và tôn vinh những gì tốt đẹp nhất ở bộ môn LMHT. Thật vui khi chúng tôi lại tiếp tục hợp tác để tạo ra dấu ấn đậm nét dành cho đội tuyển lên ngôi tại Giải VĐTG", Trưởng bộ phận LMHT toàn cầu Naz Aletaha của Riot Games chia sẻ.

## Các điểm thay đổi

### Thay đổi chính
- Kế hoạch tổ chức: Giải vô địch thế giới Liên Minh Huyền Thoại 2021 theo kế hoạch ban đầu sẽ được tổ chức tại Hoa Kỳ, tuy nhiên do sự bùng phát & diễn biến phức tạp của đại dịch COVID-19 mà mọi kế hoạch tổ chức Giải vô địch thế giới 2020 trở thành sự kiện lớn & hoành tráng nhất lịch sử thể thao đều phải hoãn lại, thay vào đó toàn bộ các kế hoạch này sẽ được dời sang Giải vô địch thế giới tiếp theo - Giải vô địch thế giới 2021, và Trung Quốc vẫn sẽ là chủ nhà tổ chức giải đấu này. Tuy vậy, do Trung Quốc đang áp dụng biện pháp nghiêm ngạt để phòng chống đại dịch Covid-19 - đặc biệt là với biến thể Delta diễn biến vô cùng phức tạp, nên vào ngày 24 tháng 8, Riot Games đã quyét định dời địa điểm tổ chức Giải VĐTG 2021 sang Châu Âu. Ngày 9 tháng 9 năm 2021, Ban tổ chức chính thức thông báo rằng giải đấu sẽ được tổ chức tại thủ đô Reykjavík, Iceland.[10]
- Tổng số đội tham dự giảm xuống còn 22 đội: Khu vực Việt Nam (VCS) lần thứ 2 liên tiếp không thể tham dự (cũng là mùa giải quốc tế thứ 3 liên tiếp vắng mặt) do các vấn đề liên quan đến đại dịch Covid-19.[10] Thậm chí lần này, VCS mùa Hè 2021 còn chưa được khởi tranh do tình hình dịch phức tạp tại Thành phố Hồ Chí Minh.[45] Do vậy, VCS không thể cử đại diện tham dự giải đấu lần này. Do vậy nên thể thức thi đấu tại vòng khởi động & vòng bảng cũng sẽ thay đổi và hạt giống số 3 của LEC sẽ bắt đầu thi đấu tại vòng bảng thay vì vòng khởi động.[7]

### Thay đổi liên quan
- Dựa theo kết quả của 3 giải đấu quốc tế gần nhất, LCK sẽ thay LEC nhận suất Wildcard. Các khu vực khác không có sự thay đổi nào so với năm 2020.
- Giải vô địch Liên Minh Huyền Thoại khu vực Bắc Mỹ - League of Legends Championship Series đã được đổi tên thành League Championship Series.[46]
- Giải vô địch Liên Minh Huyền Thoại khu vực châu Đại Dương giờ đây sẽ là League of Legends Circuit Oceania (LCO) thay thế cho Oceanic Pro League (OPL) đã bị giải thể.[47]

## Lịch thi đấu
Reykjavík sẽ là thành phố chủ nhà của giải vô địch thế giới năm nay. Tất cả các trận đấu đều được diễn ra tại hội trường A của nhà thi đấu Laugardalshöll mà không có khán giả.
| Reykjavík, Iceland                                          | Reykjavík, Iceland                                          | Reykjavík, Iceland                                          | Reykjavík, Iceland                                          | Reykjavík, Iceland                                          | Reykjavík, Iceland                                          | Reykjavík, Iceland                                          |
| Giải vô địch thế giới Liên Minh Huyền Thoại 2021 (Thế giới) | Giải vô địch thế giới Liên Minh Huyền Thoại 2021 (Thế giới) | Giải vô địch thế giới Liên Minh Huyền Thoại 2021 (Thế giới) | Giải vô địch thế giới Liên Minh Huyền Thoại 2021 (Thế giới) | Giải vô địch thế giới Liên Minh Huyền Thoại 2021 (Thế giới) | Giải vô địch thế giới Liên Minh Huyền Thoại 2021 (Thế giới) | Giải vô địch thế giới Liên Minh Huyền Thoại 2021 (Thế giới) |
| ----------------------------------------------------------- | ----------------------------------------------------------- | ----------------------------------------------------------- | ----------------------------------------------------------- | ----------------------------------------------------------- | ----------------------------------------------------------- | ----------------------------------------------------------- |
| Hội trường A, Nhà thi đấu Laugardalshöll                    |                                                             |                                                             |                                                             |                                                             |                                                             |                                                             |
| Vòng khởi động                                              | Vòng khởi động                                              | Vòng bảng                                                   | Vòng bảng                                                   | Vòng loại trực tiếp                                         | Vòng loại trực tiếp                                         | Vòng loại trực tiếp                                         |
| Vòng 1                                                      | Vòng 2                                                      | Lượt đi                                                     | Lượt về                                                     | Tứ kết                                                      | Bán kết                                                     | Chung kết                                                   |
| 5/10 – 7/10                                                 | 8/10 – 9/10                                                 | 11/10 – 14/10                                               | 15/10 – 18/10                                               | 22/10 – 25/10                                               | 30/10 – 31/10                                               | 6/11                                                        |

## Danh sách các đội tham dự
Giải vô địch thế giới năm nay có tổng cộng 22 đội tuyển đến từ 11 khu vực trên khắp thế giới tham dự. Tùy thuộc vào khu vực và xếp loại hạt giống, các đội sẽ được chia làm 2 nhóm, 1 nhóm sẽ trực tiếp thi đấu tại vòng bảng và nhóm còn lại sẽ phải thi đấu tại vòng khởi động để giành lấy cơ hội tham dự vòng bảng.

### Danh sách các đội
- Đương kim vô địch,       - Cựu vô địch.
| Khu vực / Giải đấu                  | Khu vực / Giải đấu                  | Tham dự với tư cách                 | Đội tuyển                           | ID                                  | Seed                                | Pool                                |
| Bắt đầu ở vòng bảng - Sự kiện chính | Bắt đầu ở vòng bảng - Sự kiện chính | Bắt đầu ở vòng bảng - Sự kiện chính | Bắt đầu ở vòng bảng - Sự kiện chính | Bắt đầu ở vòng bảng - Sự kiện chính | Bắt đầu ở vòng bảng - Sự kiện chính | Bắt đầu ở vòng bảng - Sự kiện chính |
| ----------------------------------- | ----------------------------------- | ----------------------------------- | ----------------------------------- | ----------------------------------- | ----------------------------------- | ----------------------------------- |
| Trung Quốc                          | LPL                                 | Vô địch LPL mùa hè 2021             | EDward Gaming                       | EDG                                 | 1                                   | 1                                   |
| Trung Quốc                          | LPL                                 | #1 điểm tích lũy LPL 2021           | ⁠FunPlus Phoenix 2019                | FPX                                 | 2                                   | 2                                   |
| Trung Quốc                          | LPL                                 | #1 vòng loại khu vực LPL            | ⁠Royal Never Give Up                 | RNG                                 | 3                                   | 3                                   |
| Châu Âu                             | LEC                                 | Vô địch LEC mùa hè 2021             | MAD Lions                           | MAD                                 | 1                                   | 1                                   |
| Châu Âu                             | LEC                                 | Á quân LEC mùa hè 2021              | Fnatic 2011                         | FNC                                 | 2                                   | 2                                   |
| Châu Âu                             | LEC                                 | #3 LEC mùa hè 2021                  | Rogue                               | RGE                                 | 3                                   | 3                                   |
| Hàn Quốc                            | LCK                                 | Vô địch LCK mùa hè 2021             | DWG KIA \| 2020 \|                  | DK                                  | 1                                   | 1                                   |
| Hàn Quốc                            | LCK                                 | #1 điểm tích lũy LCK 2021           | Gen.G 2014, 2017                    | GEN                                 | 2                                   | 2                                   |
| Hàn Quốc                            | LCK                                 | #1 vòng loại khu vực LCK            | T1 2013, 2015, 2016                 | T1                                  | 3                                   | 3                                   |
| Bắc Mỹ                              | LCS                                 | Vô địch LCS mùa hè 2021             | ⁠100 Thieves                         | 100                                 | 1                                   | 2                                   |
| Bắc Mỹ                              | LCS                                 | Á quân LCS mùa hè 2021              | Team Liquid                         | TL                                  | 2                                   | 3                                   |
| Thái Bình Dương                     | PCS                                 | Vô địch PCS mùa hè 2021             | PSG Talon                           | PSG                                 | 1                                   | 1                                   |
| Bắt đầu ở vòng 1 - Vòng khởi động   |                                     |                                     |                                     |                                     |                                     |                                     |
| Trung Quốc                          | LPL                                 | #2 vòng loại khu vực LPL            | LNG Esports                         | LNG                                 | 4                                   | 1                                   |
| Hàn Quốc                            | LCK                                 | #2 vòng loại khu vực LCK            | Hanwha Life Esports                 | HLE                                 | 4                                   | 1                                   |
| Bắc Mỹ                              | LCS                                 | #3 LCS mùa hè 2021                  | Cloud9                              | C9                                  | 3                                   | 1                                   |
| Thái Bình Dương                     | PCS                                 | Á quân PCS mùa hè 2021              | Beyond Gaming                       | BYG                                 | 2                                   | 1                                   |
| CIS                                 | LCL                                 | Vô địch LCL mùa hè 2021             | Unicorns Of Love                    | UOL                                 | 1[!]                                | 2                                   |
| Thổ Nhĩ Kỳ                          | TCL                                 | Vô địch TCL mùa hè 2021             | Galatasaray Esports                 | INF                                 | 1[!]                                | 2                                   |
| Mỹ Latinh                           | LLA                                 | Vô địch LLA mùa hè 2021             | Infinity Esports                    | GS                                  | 1[!]                                | 2                                   |
| Brazil                              | CBLOL                               | Vô địch CBLOL mùa 2 2021            | RED Canids                          | RED                                 | 1[!]                                | 2                                   |
| Nhật Bản                            | LJL                                 | Vô địch LJL mùa hè 2021             | DetonatioN FocusMe                  | DFM                                 | 1[!]                                | 2                                   |
| Châu Đại Dương                      | LCO                                 | Vô địch OPL mùa 2 2021              | ⁠PEACE                               | PCE                                 | 1[!]                                | 2                                   |
| 2020                                |                                     |                                     |                                     |                                     |                                     |                                     |

## Bốc thăm chia bảng
Lễ bốc thăm được tổ chức vào ngày 22 tháng 9, vào lúc 19:00 (UTC+7), tại LEC Studio, Riot Games ở Adlershof, Berlin, Đức. Với 22 đội tuyển được bốc thăm chia thành 2 bảng ở vòng Khởi Động và 4 bảng ở vòng Bảng.

### Vòng khởi động
Thể thức bốc thăm chia bảng:
- 10 đội được bốc thăm ngẫu nhiên chia đều 2 bảng (A, B), mỗi bảng 5 đội.
  - 4 đội trong nhóm hạt giống số 1, ngẫu nhiên chia đều 2 bảng.
  - 6 đội trong nhóm hạt giống số 2, ngẫu nhiên chia đều 2 bảng.

| Nhóm hạt giống số 1            | Nhóm hạt giống số 2            |
| ------------------------------ | ------------------------------ |
| LPL #4, LCK #4, LCS #3, PCS #2 | CBLOL, LCL, LLA, TCL, LJL, LCO |

Kết quả bốc thăm:
| Bảng A | Bảng B |
| --- | --- |
| Hanwha Life Esports (LCK #4) · LNG Esports (LPL #4) · Infinity Esports (LLA) · PEACE (LCO) · RED Canids (CBLOL) | Beyond Gaming (PCS #2) · Cloud9 (LCS #3) · Unicorns of Love (LCL) · Galatasaray Esports (TCL) · DetonatioN FocusMe (LJL) |

### Vòng bảng
Thể thức bốc thăm chia bảng:
- 16 đội được bốc thăm ngẫu nhiên chia đều 4 bảng (A, B, C, D), mỗi bảng 4 đội.
  - 4 đội trong nhóm hạt giống số 1, ngẫu nhiên chia đều 4 bảng.
  - 4 đội trong nhóm hạt giống số 2, ngẫu nhiên chia đều 4 bảng.
  - 4 đội trong nhóm hạt giống số 3, ngẫu nhiên chia đều 4 bảng.
  - 4 đội vượt qua vòng khởi động, ngẫu nhiên chia đều 4 bảng.
- Các đội cùng 1 khu vực không thể cùng chung 1 bảng.

| Nhóm hạt giống số 1            | Nhóm hạt giống số 2            | Nhóm hạt giống số 3            | Vượt qua vòng Khởi Động     |
| ------------------------------ | ------------------------------ | ------------------------------ | --------------------------- |
| LPL #1, LCK #1, LEC #1, PCS #1 | LCS #1, LPL #2, LCK #2, LEC #2 | LPL #3, LCK #3, LEC #3, LCS #2 | LPL #4, LJL, LCK #4, LCS #4 |

Kết quả bốc thăm:
| Bảng A                                                                   | Bảng B                                                                           | Bảng C                                                                                       | Bảng D                                                                      |
| ------------------------------------------------------------------------ | -------------------------------------------------------------------------------- | -------------------------------------------------------------------------------------------- | --------------------------------------------------------------------------- |
| DWG KIA (LCK #1) ⁠FunPlus Phoenix (LPL #2) Rogue (LEC #3) Cloud9 (LCS #3) | EDward Gaming (LPL #1) ⁠100 Thieves (LCS #1) T1 (LCK #3) DetonatioN FocusMe (LJL) | PSG Talon (PCS #1) Fnatic (LEC #2) ⁠Royal Never Give Up (LPL #3) Hanwha Life Esports (LCK #4) | MAD Lions (LEC #1) Gen.G (LCK #2) Team Liquid (LCS #2) LNG Esports (LPL #4) |

## Vòng khởi động

### Vòng 1
Thời gian thi đấu: 5 - 7 tháng 10, bắt đầu từ 18:00 (UTC+7).
Thể thức thi đấu:
- Vòng tròn tính điểm 1 lượt, tất cả các trận đấu đều là Bo1 (Best of one - Thắng trước 1 trận).
- Nếu các đội có cùng hiệu số thắng-thua và kết quả đối đầu, họ sẽ thi đấu thêm trận tiebreak để phân vị trí trong bảng.
  - Nếu hai đội có cùng hiệu số thắng-thua, họ sẽ thi đấu thêm trận tiebreak để phân vị trí trong bảng, bất kể kết quả đối đầu của họ. Đội thắng trận đối đầu trực tiếp sẽ có quyền chọn bên ở trận tiebreak.
  - Nếu các đội có cùng hiệu số thắng-thua và tranh vị trí 3-4, thứ hạng sẽ hoàn toàn xác định bằng kết quả đối đầu mà không cần thi đấu thêm trận tiebreak.
- Đội đầu bảng sẽ trực tiếp tiến vào vòng bảng - sự kiện chính, các đội xếp hạng 2, 3 & 4 sẽ tiến vào vòng 2 - vòng khởi động, đội cuối bảng bị loại (áp dụng cho tất cả các bảng).

##### Bảng A
| A | Đội                 | ID  | T - B | HS | Đi tiếp               |
| - | ------------------- | --- | ----- | -- | --------------------- |
| 1 | LNG Esports         | LNG | 4 - 0 | +4 | Đi tiếp vào vòng bảng |
| 2 | Hanwha Life Esports | HLE | 3 - 1 | +2 | Đi tiếp vào vòng 2-2  |
| 3 | PEACE               | PCE | 2 - 2 | 0  | Đi tiếp vào vòng 2-1  |
| 4 | RED Canids          | RED | 1 - 3 | -2 | Đi tiếp vào vòng 2-1  |
| 5 | Infinity Esports    | INF | 0 - 4 | -4 |                       |

#### Bảng B
| B | Đội                 | ID  | T - B | HS | Đi tiếp               |
| - | ------------------- | --- | ----- | -- | --------------------- |
| 1 | DetonatioN FocusMe  | DFM | 3 - 1 | +2 | Đi tiếp vào vòng bảng |
| 2 | Cloud9              | C9  | 3 - 1 | +2 | Đi tiếp vào vòng 2-2  |
| 3 | Galatasaray Esports | GS  | 2 - 2 | 0  | Đi tiếp vào vòng 2-1  |
| 4 | Beyond Gaming       | RYG | 1 - 3 | -2 | Đi tiếp vào vòng 2-1  |
| 5 | Unicorns of Love    | UOL | 1 - 3 | -2 |                       |

| #   | Trận tranh hạng    | Trận tranh hạng | Trận tranh hạng | Trận tranh hạng |
| --- | ------------------ | --------------- | --------------- | --------------- |
| 1st | DetonatioN FocusMe | T               | B               | Cloud9          |
| 4th | Unicorns of Love   | B               | T               | Beyond Gaming   |

### Vòng 2
Thời gian thi đấu: 8 - 9 tháng 10, bắt đầu từ 18:00 (UTC+7).
Thể thức chia cặp:
- Tại vòng loại 1: 2 đội xếp hạng 3 & 4 trong cùng 1 bảng sẽ đối đầu với nhau.
- Tại vòng loại 2: đội giành chiến thắng trong cặp đấu tại vòng loại 1 sẽ gặp đội xếp hạng 2 của bảng còn lại.

Thể thức thi đấu:
- Tất cả các trận đấu đều là loại trực tiếp & Bo5 (Best of five - Thắng trước 3/5 trận).
- 2 đội chiến thắng tại vòng loại 2 sẽ tiến vào vòng bảng - sự kiện chính.

|  | Vòng loại 1 | Vòng loại 1         | Vòng loại 1 |  |  | Vòng loại 2 | Vòng loại 2         | Vòng loại 2 |
|  |             |                     |             |  |  |             |                     |             |
|  |             |                     |             |  |  | A2          | Hanwha Life Esports | 3           |
|  | B3          | Galatasaray Esports | 2           |  |  | B4          | Beyond Gaming       | 0           |
|  | B4          | Beyond Gaming       | 3           |  |  |             |                     |             |
|  |             |                     |             |  |  | B2          | Cloud9              | 3           |
|  | A3          | PEACE               | 3           |  |  | A3          | PEACE               | 0           |
|  | A4          | RED Canids          | 2           |  |  |             |                     |             |

## Vòng bảng
Thời gian thi đấu:
- Lượt đi: 11 - 14 tháng 10, bắt đầu từ 18:00 (UTC+7).
- Lượt về: 15 - 18 tháng 10, bắt đầu từ 18:00 (UTC+7).

Thể thức thi đấu:
- Vòng tròn tính điểm 2 lượt, tất cả các trận đấu đều là Bo1 (Best of one - Thắng trước 1 trận).
- Nếu các đội có cùng hiệu số thắng-thua và kết quả đối đầu, họ sẽ thi đấu thêm trận tiebreak để phân vị trí trong bảng.
- 2 đội đầu bảng sẽ đi tiếp vào vòng loại trực tiếp, 2 đội cuối bảng bị loại (áp dụng cho tất cả các bảng).

### Bảng A
| A | Đội             | ID  | LĐ    | LV    | Tổng  | HS | Giành quyền tham dự                 |
| - | --------------- | --- | ----- | ----- | ----- | -- | ----------------------------------- |
| 1 | DWG KIA         | DK  | 3 - 0 | 3 - 0 | 6 - 0 | +6 | Giành quyền vào vòng loại trực tiếp |
| 2 | Cloud9          | C9  | 0 - 3 | 2 - 1 | 2 - 4 | -2 | Giành quyền vào vòng loại trực tiếp |
| 3 | Rogue           | RGE | 1 - 2 | 1 - 2 | 2 - 4 | -2 |                                     |
| 4 | ⁠FunPlus Phoenix | FPX | 2 - 1 | 0 - 3 | 2 - 4 | -2 |                                     |

| #         | Trận tranh hạng | Trận tranh hạng | Trận tranh hạng | Trận tranh hạng |
| --------- | --------------- | --------------- | --------------- | --------------- |
| 2nd - 4th | Cloud9          | T               | B               | Rogue           |
| 2nd - 4th | ⁠FunPlus Phoenix | B               | T               | Rogue           |

### Bảng B
| B | Đội                | ID  | LĐ    | LV    | Tổng  | HS | Giành quyền tham dự                 |
| - | ------------------ | --- | ----- | ----- | ----- | -- | ----------------------------------- |
| 1 | T1                 | T1  | 2 - 1 | 3 - 0 | 5 - 1 | +4 | Giành quyền vào vòng loại trực tiếp |
| 2 | EDward Gaming      | EDG | 3 - 0 | 1 - 2 | 4 - 2 | +2 | Giành quyền vào vòng loại trực tiếp |
| 3 | ⁠100 Thieves        | 100 | 1 - 2 | 2 - 1 | 3 - 3 | 0  |                                     |
| 4 | DetonatioN FocusMe | DFM | 0 - 3 | 0 - 3 | 0 - 6 | -6 |                                     |

### Bảng C
| C | Đội                 | ID  | LĐ    | LV    | Tổng  | HS | Giành quyền tham dự                 |
| - | ------------------- | --- | ----- | ----- | ----- | -- | ----------------------------------- |
| 1 | ⁠Royal Never Give Up | RNG | 3 - 0 | 1 - 2 | 4 - 2 | +2 | Giành quyền vào vòng loại trực tiếp |
| 2 | Hanwha Life Esports | HLE | 1 - 2 | 3 - 0 | 4 - 2 | +2 | Giành quyền vào vòng loại trực tiếp |
| 3 | PSG Talon           | PSG | 2 - 1 | 1 - 2 | 3 - 3 | 0  |                                     |
| 4 | Fnatic              | FNC | 0 - 3 | 1 - 2 | 1 - 5 | -4 |                                     |

| #   | Trận tranh hạng     | Trận tranh hạng | Trận tranh hạng | Trận tranh hạng     |
| --- | ------------------- | --------------- | --------------- | ------------------- |
| 1st | Hanwha Life Esports | B               | T               | Royal Never Give Up |

### Bảng D
| D | Đội         | ID  | LĐ    | LV    | Tổng  | HS | Giành quyền tham dự                 |
| - | ----------- | --- | ----- | ----- | ----- | -- | ----------------------------------- |
| 1 | Gen.G       | GEN | 2 - 1 | 1 - 2 | 3 - 3 | 0  | Giành quyền vào vòng loại trực tiếp |
| 2 | MAD Lions   | MAD | 1 - 2 | 2 - 1 | 3 - 3 | 0  | Giành quyền vào vòng loại trực tiếp |
| 3 | LNG Esports | LNG | 2 - 1 | 1 - 2 | 3 - 3 | 0  |                                     |
| 3 | Team Liquid | TL  | 1 - 2 | 2 - 1 | 3 - 3 | 0  |                                     |

| #         | Trận tranh hạng | Trận tranh hạng | Trận tranh hạng | Trận tranh hạng |
| --------- | --------------- | --------------- | --------------- | --------------- |
| 1st - 4th | Gen.G           | T               | B               | MAD Lions       |
| 1st - 4th | LNG Esports     | B               | T               | MAD Lions       |
| 1st - 4th | Team Liquid     | B               | T               | Gen.G           |

## Vòng loại trực tiếp
Thời gian thi đấu:
- Tứ kết: 22 - 25 tháng 10, bắt đầu từ 19:00 (UTC+7).
- Bán kết: 30 - 31 tháng 10, bắt đầu từ 19:00 (UTC+7).
- Chung kết: 6 tháng 11, bắt đầu từ 19:00 (UTC+7).

Thể thức bốc thăm chia cặp:
- Thời gian bốc thăm: Ngay sau khi trận đấu cuối cùng của vòng bảng kết thúc.
- 8 đội được bốc thăm ngẫu nhiên chia thành 4 cặp đấu trên hai nhánh.
- Đội đầu bảng sẽ gặp đội nhì bảng của một bảng khác.
- Các đội của cùng một bảng sẽ ở hai nhánh khác nhau (không thể gặp nhau cho đến trận chung kết).

Thể thức thi đấu:
- Tất cả các trận đấu đều là loại trực tiếp & Bo5 (Best of five - Thắng trước 3/5 trận).
- Đội chiến thắng sẽ đi tiếp vào vòng loại tiếp theo, đội thua bị loại ngay lập tức.

|  | Tứ kết | Tứ kết              | Tứ kết |               |     | Bán kết       | Bán kết | Bán kết |  |  | Chung kết | Chung kết | Chung kết |  |
|  |        |                     |        |               |     |               |         |         |  |  |           |           |           |  |
|  | LPL    | Royal Never Give Up | 2      |               |     |               |         |         |  |  |           |           |           |  |
|  | LPL    | Royal Never Give Up | 2      |               |     |               |         |         |  |  |           |           |           |  |
|  | LPL    | EDward Gaming       | 3      |               |     |               |         |         |  |  |           |           |           |  |
|  | LPL    | EDward Gaming       | 3      |               | LPL | EDward Gaming | 3       |         |  |  |           |           |           |  |
|  |        |                     |        |               | LPL | EDward Gaming | 3       |         |  |  |           |           |           |  |
|  |        |                     | LCK    | Gen.G Esports | 2   |               |         |         |  |  |           |           |           |  |
|  | LCK    | Gen.G Esports       | LCK    | Gen.G Esports | 2   | 3             |         |         |  |  |           |           |           |  |
|  | LCK    | Gen.G Esports       |        |               |     |               |         |         |  |  |           |           |           |  |
|  | LCS    | Cloud9              | 0      |               |     |               |         |         |  |  |           |           |           |  |
|  | LCS    | Cloud9              | 0      |               | LPL | EDward Gaming | 3       |         |  |  |           |           |           |  |
|  |        |                     |        |               |     |               |         |         |  |  |           |           |           |  |
|  |        |                     | LCK    | DWG KIA       | 2   |               |         |         |  |  |           |           |           |  |
|  | LCK    | T1                  | LCK    | DWG KIA       | 2   | 3             |         |         |  |  |           |           |           |  |
|  | LCK    | T1                  |        |               |     |               |         |         |  |  |           |           |           |  |
|  | LCK    | Hanwha Life Esports | 0      |               |     |               |         |         |  |  |           |           |           |  |
|  | LCK    | Hanwha Life Esports | 0      |               | LCK | T1            | 2       |         |  |  |           |           |           |  |
|  |        |                     |        |               | LCK | T1            | 2       |         |  |  |           |           |           |  |
|  |        |                     | LCK    | DWG KIA       | 3   |               |         |         |  |  |           |           |           |  |
|  | LCK    | DWG KIA             | LCK    | DWG KIA       | 3   | 3             |         |         |  |  |           |           |           |  |
|  | LCK    | DWG KIA             |        |               |     |               |         |         |  |  |           |           |           |  |
|  | LEC    | MAD Lions           | 0      |               |     |               |         |         |  |  |           |           |           |  |

## Lễ khai mạc trận chung kết
Lễ khai mạc trận chung kết Giải vô địch thế giới Liên Minh Huyền Thoại 2021 được diễn ra vào lúc 19:00 ngày 6 tháng 11 năm 2021 (trước khi trận chung kết diễn ra), với các nghệ sĩ tham gia biểu diễn gồm: PVRIS, Bea Miller, JID, Denzel Curry và Imagine Dragons, biểu diễn bài hát của series Arcane (Enemy) và ca khúc chủ đề của Giải VĐTG 2021 (Burn It All Down) với bối cảnh của Arcane (loạt phim hoạt hình lấy bối cảnh từ Vũ trụ Liên Minh Huyền Thoại được công bố tại lễ kỷ niệm 10 năm LMHT).

## Thứ hạng chung cuộc

### Danh hiệu
|                                         |
| F.MVP Edward Gaming Lee "Scout" Ye-chan |

|                                                            |
| 20 21 · Vô địch · LPL · Edward Gaming Vô địch lần đầu tiên |
|                                                            |

|                    |
| Á quân LCK DWG KIA |

### Bảng xếp hạng
Tổng giá trị giải thưởng của Giải VĐTG 2021 là $2.225.000 Đô la Mỹ (chưa kể một phần doanh thu từ trang phục Jarvan IV quán quân).
| Thứ hạng                          | GT ($)     | GT (%) | Đội tuyển           | Khu vực |
| --------------------------------- | ---------- | ------ | ------------------- | ------- |
| 1st                               | $489.500   | 22%    | EDward Gaming       | LPL     |
| 2nd                               | $333.750   | 15%    | DWG KIA             | LCK     |
| Bị loại ở bán kết                 |            |        |                     |         |
| 3rd-4th                           | $178.000   | 8%     | Gen.G Esports       | LCK     |
| 3rd-4th                           | $178.000   | 8%     | T1                  | LCK     |
| Bị loại ở tứ kết                  |            |        |                     |         |
| 5th-8th                           | $100.125   | 4,5%   | Cloud9              | LCS     |
| 5th-8th                           | $100.125   | 4,5%   | MAD Lions           | LEC     |
| 5th-8th                           | $100.125   | 4,5%   | Royal Never Give Up | LPL     |
| 5th-8th                           | $100.125   | 4,5%   | Hanwha Life Esports | LCK     |
| Bị loại ở vòng bảng               |            |        |                     |         |
| 9th-11th                          | $55.625    | 2,5%   | PSG Talon           | PCS     |
| 9th-11th                          | $55.625    | 2,5%   | Fnatic              | LEC     |
| 9th-11th                          | $55.625    | 2,5%   | ⁠100 Thieves         | LCS     |
| 12th-13th                         | $52.843,75 | 2,375% | LNG Esports         | LPL     |
| 12th-13th                         | $52.843,75 | 2,375% | Team Liquid         | LCS     |
| 14th-16th                         | $50.062,5  | 2,25%  | DetonatioN FocusMe  | LJL     |
| 14th-16th                         | $50.062,5  | 2,25%  | Rogue               | LEC     |
| 14th-16th                         | $50.062,5  | 2,25%  | FunPlus Phoenix     | LPL     |
| Bị loại ở vòng 2 - vòng khởi động |            |        |                     |         |
| 17th                              | $38.937,5  | 1,75%  | PEACE               | LCO     |
| 18th                              | $38.937,5  | 1,75%  | Beyond Gaming       | PCS     |
| 19th                              | $27.812,5  | 1,25%  | Galatasaray Esports | TCL     |
| 20th                              | $27.812,5  | 1,25%  | RED Canids          | CBLOL   |
| Bị loại ở vòng 1 - vòng khởi động |            |        |                     |         |
| 21st                              | $22.250    | 1%     | Unicorns of Love    | LCL     |
| 22nd                              | $22.250    | 1%     | Infinity Esports    | LLA     |
| Không thể tham dự                 |            |        |                     |         |
| -                                 |            | 2,1%   | VCS                 | VCS     |

## Thống kê

### Lượng người xem
Lượng người xem được thống kê dưới đây có số liệu dựa trên dữ liệu từ các nền tảng nhất định và không bao gồm lượng người xem tại khu vực Trung Quốc.
| Lượng người xem đỉnh điểm:  | 4.018.728 ( Edward Gaming vs DWG KIA - Chung kết) |
| Lượng người xem trung bình: | 1.298.219                                         |
| Tổng giờ xem:               | 174.826.794 (giờ)                                 |

Nguồn: Esports Charts

### Vòng khởi động
| Tổng số trận đấu đã diễn ra:                  | 38                                            |
| Thời lượng trung bình:                        | 30'01                                         |
| Số điểm hạ gục trung bình/trận:               | 29                                            |
| Trận đấu có thời gian ngắn nhất:              | Cloud9 vs PEACE ( 19'32)                      |
| Trận đấu có thời gian dài nhất:               | Galatasaray Esports vs Beyond Gaming ( 42'10) |
| Trận đấu có nhiều điểm hạ gục nhất:           | Galatasaray Esports vs Beyond Gaming (51 ĐHG) |
| Tuyển thủ có KDA cao nhất:                    | LNG Iwandy (19.5)                             |
| Tuyển thủ có chỉ số lính trung bình cao nhất: | HLE Chovy(10.2 CSM)                           |
| Tổng số tướng đã được sử dụng:                | 80                                            |
| Tướng bị cấm nhiều nhất:                      | Irelia (26 lượt)                              |
| Tướng được chọn nhiều nhất:                   | Miss Fortune (29 lượt)                        |

### Sự kiện chính
| Tổng số trận đấu đã diễn ra:                  | 83                                     |
| Thời lượng trung bình:                        | 34'24                                  |
| Số điểm hạ gục trung bình/trận:               | 26                                     |
| Trận đấu có thời gian ngắn nhất:              | T1 vs DetonatioN FocusMe ( 19'53)      |
| Trận đấu có thời gian dài nhất:               | Cloud9 vs Rogue ( 54'07)               |
| Trận đấu có nhiều điểm hạ gục nhất:           | ⁠Royal Never Give Up vs Fnatic (54 ĐHG) |
| Tuyển thủ có KDA cao nhất:                    | DK ShowMaker (7.4)                     |
| Tuyển thủ có chỉ số lính trung bình cao nhất: | T1 Gumayusi (10.2 CSM)                 |
| Tổng số tướng đã được sử dụng:                | 80                                     |
| Tướng bị cấm nhiều nhất:                      | Yuumi (65 lượt)                        |
| Tướng được chọn nhiều nhất:                   | Miss Fortune (51 lượt)                 |

| Tuyển thủ | Vị trí     | Trận đấu                     | Tướng sử dụng |
| --------- | ---------- | ---------------------------- | ------------- |
| DK Khan   | Đường trên | DWG KIA vs Rogue (vòng bảng) | Lucian        |

## Thông tin bên lề
- Ngày 30 tháng 9 năm 2021, đội tuyển PSG Talon Esports đưa ra quyết định sẽ đại diện cho cả 2 khu vực PCS và VCS bằng việc gắn biểu trưng của khu vực VCS lên áo đấu của đội[62]. Ý tưởng này xuất phát từ việc VCS không thể tham dự Giải VĐTG, mà trước đây, cả PCS lẫn VCS đều cùng chung một mái nhà mang tên GPL cũ, vậy nên PSG Talon đã đồng ý (và thông qua trưng cầu sự ủng hộ của người hâm mộ Việt Nam) để trở thành đại diện cho toàn bộ khu vực Đông Nam Á - Tây Thái Bình Dương và Việt Nam tham dự Giải VĐTG này.
- Ngày 7 tháng 10 năm 2021, đội tuyển DetonatioN FocusMe đã xuất sắc đánh bại Cloud9 trong trận đấu giành vị trí nhất bảng B qua đó giành quyền tham dự trực tiếp Vòng Bảng - Sự kiện chính, đây cũng là lần đầu tiên một đại diện đến từ khu vực Nhật Bản - LJL giành quyền tham dự Vòng Bảng của giải đấu này.[63]
- Vào ngày 9 tháng 10, Riot Games đã đưa ra lệnh cấm thi đấu trong phần còn lại của giải đấu đối với tuyển thủ đường giữa  Chien "Maoan" Mao-An của đội tuyển Beyond Gaming do có hành vi liên quan đến cá độ và dàn xếp tỉ số.[64]
- Ngày 11 tháng 10, trước khi vòng bảng được diễn ra, đội tuyển Fnatic đã ra thông báo về việc tuyển thủ đường dưới   Elias "Upset" Lipp sẽ không thể tiếp tục cùng Fnatic tham dự Giải VĐTG 2021 vì vấn đề gia đình, và  Louis "Bean" Schmitz sẽ thay thế cho Upset trong các trận đấu vòng bảng tại Giải VĐTG 2021.[65]

### Worlds 2021
- Trang chủ

### Giải đấu khu vực

#### Trang Chủ:
- Trung Quốc: League of Legends Pro League
- Hàn Quốc: League of Legends Champions Korea
- Bắc Mỹ: League of Legends Championship Series
- Châu Âu: League of Legends European Championship Lưu trữ ngày 4 tháng 3 năm 2020 tại Wayback Machine
- Thái Bình Dương: Pacific Championship Series Lưu trữ ngày 1 tháng 8 năm 2020 tại Wayback Machine
- Việt Nam: Vietnam Championship Series Lưu trữ ngày 26 tháng 8 năm 2019 tại Wayback Machine
- Brasil: Campeonato Brasileiro de League of Legends
- Mỹ Latinh: Liga Latinoamérica
- CIS: League of Legends Continental League Lưu trữ ngày 28 tháng 8 năm 2019 tại Wayback Machine
- Thổ Nhĩ Kỳ: Turkish Champions League Lưu trữ ngày 1 tháng 4 năm 2019 tại Wayback Machine
- Nhật Bản: League of Legends Japan League
- Châu Đại Dương: League of Legends Circuit Oceania